# オーバーエクステンション
オーバーエクステンションとは伊丹敬之によって提唱された経営学用語の一つで、企業が自社の持つ資源や能力を超えた事業に挑むという戦略である。これは短期的に見ればリスクが大きいが、成功すれば長期的な大きな利益が期待できる。日本で第二次世界大戦後に大きく成長できた企業はオーバーエクステンションで成功できた企業と見られている。オーバーエクステンションを行う際には
- 学習の意義の高い分野で行う
- 優秀な人材を投入する
- 経営トップが戦略的なビジョンを提示
- 当初発生する赤字に企業が耐える財務上の体力がある

の4つが留意点である。